# Waldhausen im Strudengau
Waldhausen im Strudengau is een gemeente in de Oostenrijkse deelstaat Opper-Oostenrijk, gelegen in het district Perg (PE). De gemeente heeft ongeveer 2900 inwoners.

## Geografie
Waldhausen im Strudengau heeft een oppervlakte van 47 km². De gemeente ligt in het noorden van Oostenrijk, in het oosten van de deelstaat Opper-Oostenrijk. Waldhausen im Strudengau ligt ten oosten van de stad Linz.

## Geboren
- Josef Hader (1962), filmacteur en stand-upcomedian

Allerheiligen im Mühlkreis · Arbing · Bad Kreuzen · Baumgartenberg · Dimbach · Grein · Katsdorf · Klam · Langenstein · Luftenberg an der Donau · Mauthausen · Mitterkirchen im Machland · Münzbach · Naarn im Machlande · Pabneukirchen · Perg · Rechberg · Ried in der Riedmark · Saxen · Schwertberg · Sankt Georgen am Walde · Sankt Georgen an der Gusen · Sankt Nikola an der Donau · Sankt Thomas am Blasenstein · Waldhausen im Strudengau · Windhaag bei Perg
- Gemeinsame Normdatei: 4350221-0
- Library of Congress Control Number: no2013084411
- MusicBrainz: 5cde3ae5-e008-430b-adba-2109eafb9b0d
- Virtual International Authority File: 247360835